# 翼突下顎隙
翼突下顎隙 （よくとつかがくげき）とは、下顎枝と内側翼突筋・外側翼突筋に囲まれた組織隙のことである。
舌神経、下歯槽神経などの下顎神経の枝、顎動脈、翼突筋静脈叢を含む。
舌下隙、顎下隙、頬部隙と交通している。前方には翼突下顎縫線がある。
歯科の抜歯処置において歯牙の迷入がおこる間隙。